# Derwent (fleuve)
Pour les articles homonymes, voir Derwent.
Le Derwent est un fleuve du nord-ouest de l'Angleterre dans le comté de Cumbria et a son embouchure en mer d'Irlande. 

## Géographie
De 24 km de longueur, ll prend sa source au pied du Scafell Pike et se jette dans la mer d'Irlande.

## Hydrologie
Son régime hydrologique est dit pluvial océanique.